# Benthesicymidae
Benthesicymidae is een familie van kreeftachtigen uit de klasse van de Malacostraca (hogere kreeftachtigen).

## Geslachten
- Altelatipes Crosnier & Vereshchaka, 2008
- Bentheogennema Burkenroad, 1936
- Benthesicymus Spence Bate, 1881
- Benthonectes Smith, 1885
- Gennadas Spence Bate, 1881